# Cornish Main Line
Cornish Main Line – główna linia kolejowa Kornwalii, przebiegająca od Royal Albert Bridge do Penzance. Linia została wybudowana w 1895 r., do Truro, gdzie połączyła się z istniejącym już odcinkiem do Penzance. Długość linii wynosi 128 km. Na większości stacji istnieje tendencja wzrostowa liczby pasażerów. 

## Ruch pasażerski
Linia obsługuje połączenia z Londynem, północną Anglią i Szkocją. Na linii kursuje jeden z nielicznych w Wielkiej Brytanii pociągów sypialnych Night Riviera.

## Stacje na linii

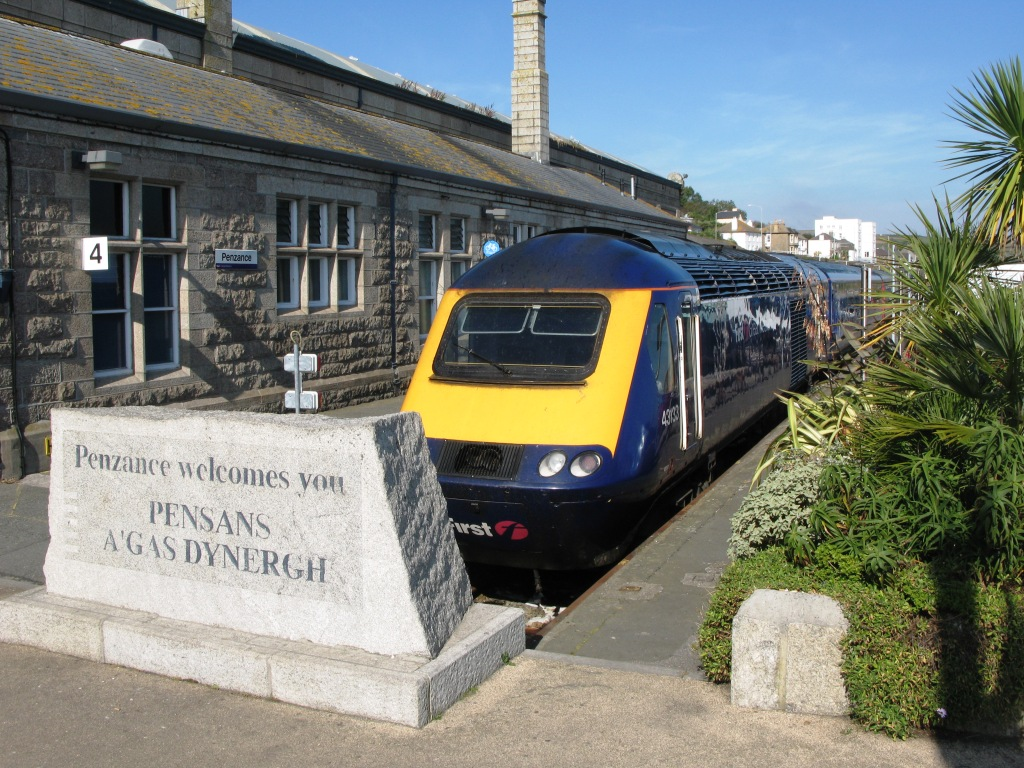
Penzance - końcowa stacja linii

Wytłuszczono stacje węzłowe. Kursywą podano stacje na terenie hrabstwa Devon.
- Plymouth – połączenie z linią Exeter - Plymouth i Tamar Valley Line
- Devonport
- Dockyard
- Keyham – połączenie z Tamar Valley Line
- St Budeaux Ferry Road
- Saltash
- St Germans
- Menheniot
- Liskeard połączenie z Looe Valley Line
- Bodmin Parkway – połączenie z Bodmin and Wenford Railway
- Lostwithiel
- Par – połączenie z Atlantic Coast Line
- St Austell
- Truro – połączenie z Maritime Line
- Redruth
- Camborne
- Hayle
- St Erth – połączenie z St Ives Bay Line

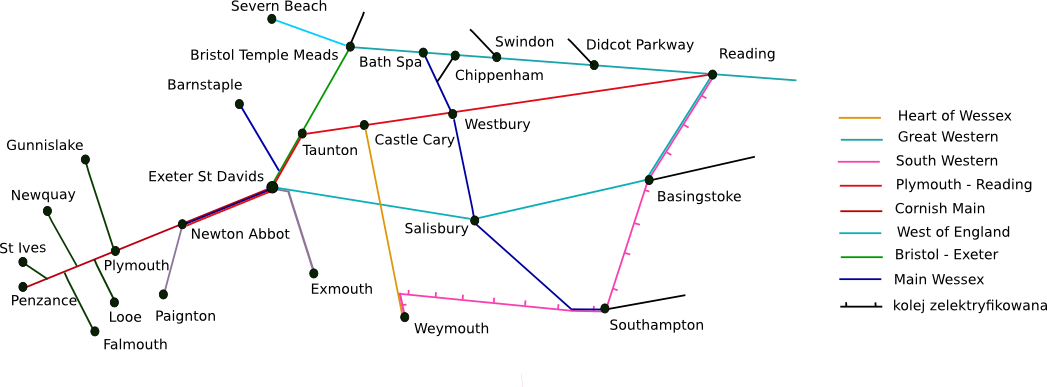
Mapa linii kolejowych w południowej Anglii

- Penzance